# Гибралтар на Европском првенству у атлетици у дворани 2007.
Гибралтар је учествовао на 30. Европском првенству у дворани 2007 одржаном у Бирмингему, (Уједињено Краљевство) од 2. до 4. марта. Ово је било друго Европско првенство у дворани од 1986. године када је Гибралтар први пут учествовао. Репрезентацију Гибралтара представљала су четири такмичара који су се такмичили у 3 дисциплине.
На овом првенству представници Гибралтара нису освојили ниједну медаљу али су оборена два национална рекорда.

## Учесници
Мушкарци:
- Доминик Керол — 60 м
- Дарил Васало — 60 м
- Џонатон Лаверс — 400 м
- Ли Тејлор — 800 м

## Резултати

### Мушкарци
| Атлетичар      | Дисциплина | Лични рекорд | Квалификације   | Квалификације   | Полуфинале            | Полуфинале            | Финале                | Финале               | Детаљи |
| Атлетичар      | Дисциплина | Лични рекорд | Резултат        | Место           | Резултат              | Место                 | Резултат              | Место                | Детаљи |
| -------------- | ---------- | ------------ | --------------- | --------------- | --------------------- | --------------------- | --------------------- | -------------------- | ------ |
| Доминик Керол  | 60 м       | 7,41         | 7,34 НР         | 7. у гр. 4      | Није се квалификовао  | Није се квалификовао  | Није се квалификовао  | 34 / 34              |        |
| Дарил Васало   | 60 м       |              | Дисквалификован | Дисквалификован | Није се квалификовао  | Није се квалификовао  | Није се квалификовао  | Није се квалификовао |        |
| Џонатон Лаверс | 400 м      |              | 50,18 НР        | 5. у гр. 4      | Нису се квалификовали | Нису се квалификовали | Нису се квалификовали | 22 / 22 (23)         |        |
| Ли Тејлор      | 800 м      | 1:59,58 НР   | 2:03,83         | 6. у гр. 1      | Нису се квалификовали | Нису се квалификовали | Нису се квалификовали | 18 / 18 (21)         |        |